# 聖スルピス会
聖スルピス会（せいスルピスかい、フランス語: Compagnie des Prêtres de Saint-Sulpice, ラテン語: Societas Presbyterorum a Santo Sulpitio, 英語: Society of Saint-Sulpice, 略称: P.S.S.または英語圏ではS.S.）は、教区司祭養成のために設立されたカトリック教会内の教育団体。神学校の設立、運営を主な活動としている。

## 歴史
聖スルピス会はジャン・ジャック・オリエ（fr、1608年〜1657年） によって1642年にフランスパリで設立された。この年にサン＝シュルピス教会（聖堂）が神学校を管轄下に移すとともに主任司祭だったオリエが校長に就任して事実上の創立とされている。1645年9月6日には聖スルピス司祭会の設立契約が署名された。
会員はフランス革命前には155名であったが、20世紀初頭には400名ほどに拡大した。
聖スルピス会の最初の会憲は創立者であるオリエにより起草され、会員により1659年に承認された。現行の会憲は第2バチカン公会議の後、1981年12月25日に改訂されたものである。

## 入会条件
- 教区司祭であること。

## 管区
- フランス
- カナダ
- アメリカ合衆国

## 日本での活動
- 聖スルピス大神学院（現福岡カトリック神学院）の運営を行い、教区司祭を養成している。

## 著名な会員
- ヨセフ高見三明（カトリック長崎大司教区大司教） - 聖スルピス大神学院で学び、教区司祭に叙階された後、聖スルピス会に入会した。ローマ留学等を経た後、聖スルピス大神学院で教鞭を執り、院長も務めた。
- ペトロ平田三郎（元カトリック福岡司教区司教）- 1913年（大正2年）7月23日（戸籍上は8月18日）福岡県三井郡北野町生まれ（現久留米市）。1939年（昭和14年）6月29日、26歳で司祭に叙階された。1941年から福岡サン・スルピス大神学院の教授を務め、1961年（昭和36年）、初代大分教区司教に任命された。翌1962年（昭和37年）、48歳で司教に叙階され、1969年（昭和44年）11月に福岡教区第4代司教に任命された。翌1970年着座後は、司教団として、共同訳聖書共同議長、聖書委員会・用語委員会・教理委員会委員長などを歴任した。1990年（平成2年）10月に引退するまで20年間、福岡教区司教を務めた。2007年8月5日帰天。
- アレクシオ白浜満（カトリック広島司教区司教）- 浦上天主堂で司祭叙階後カナダに留学し、サン・スルピス会入会。パリ・カトリック学院の典礼高等研究所で典礼学・秘跡神学を専攻し帰国後は福岡サン・スルピス大神学院・養成者、東京カトリック神学院・講師、日本カトリック神学院院長を歴任。